# Phloiotrya plamuscula
Phloiotrya plamuscula là một loài bọ cánh cứng trong họ Melandryidae. Loài này được Nomura & Kato miêu tả khoa học năm 1959.